# Corre-soques pintat
El corre-soques pintat (Premnoplex brunnescens) és una espècie d'ocell de la família dels furnàrids (Furnariidae).

## Hàbitat i distribució
Habita la selva pluvial dels turons i muntanyes de Costa Rica i Panamà i des de Colòmbia i oest i nord de Veneçuela, cap al sud, a través dels Andes de l'oest i est d'Equador i est de Perú fins l'oest de Bolívia.